# Xiaochangshan Dao
Xiaochangshan Dao är en ö i Kina. Den ligger i provinsen Liaoning, i den nordöstra delen av landet, omkring 290 kilometer söder om provinshuvudstaden Shenyang. Arean är 18,8 kvadratkilometer. Den sträcker sig 5,3 kilometer i nord-sydlig riktning, och 10,8 kilometer i öst-västlig riktning.